# Boxe de l'ombre 2 : La Revanche
Série
Boxe de l'ombre
(2005) Boxe de l'ombre 3 : Le Dernier Round
(2011)
Pour plus de détails, voir Fiche technique et Distribution.
Boxe de l'ombre 2 : La Revanche (Бой с тенью 2: Реванш, Boï s teniou: Revanch) est un film russe réalisé par Anton Meguerditchev, sorti en 2007.

## Fiche technique
- Titre original : Бой с тенью 2: Реванш, Boï s teniou: Revanch
- Titre français : Boxe de l'ombre 2 : La Revanche
- Réalisation : Anton Meguerditchev
- Scénario : Alexeï Sidorov
- Photographie : Anton Antonov et Cory Brandon Clay
- Montage : Anton Meguerditchev et Olga Proshkina
- Musique : Alexeï Shelyguine
- Pays d'origine : Russie
- Format : Couleurs - 35 mm
- Genre : action, drame
- Durée : 135 minutes
- Date de sortie :
  - Russie : 18 octobre 2007

## Distribution
- Denis Nikiforov : Artiom Koltchine
- Andreï Panine : Vagit Valiev
- Elena Panova : Vika
- Mikhaïl Gorevoï : Michael